# Aphonopelma chamberlini
Aphonopelma chamberlini är en spindelart som beskrevs av Smith 1995. Aphonopelma chamberlini ingår i släktet Aphonopelma och familjen fågelspindlar. Inga underarter finns listade i Catalogue of Life.